# Хелльшен-Херингзанд-Унтершар
Хелльшен-Херингзанд-Унтершар (нем. Hellschen-Heringsand-Unterschaar) — община в Германии, в земле Шлезвиг-Гольштейн.
Входит в состав района Дитмаршен. Подчиняется управлению КЛьГ Вессельбурен.  Население составляет 181 человек (на 31 декабря 2010 года). Занимает площадь 7,02 км².
Коммуна подразделяется на 3 сельских округа.

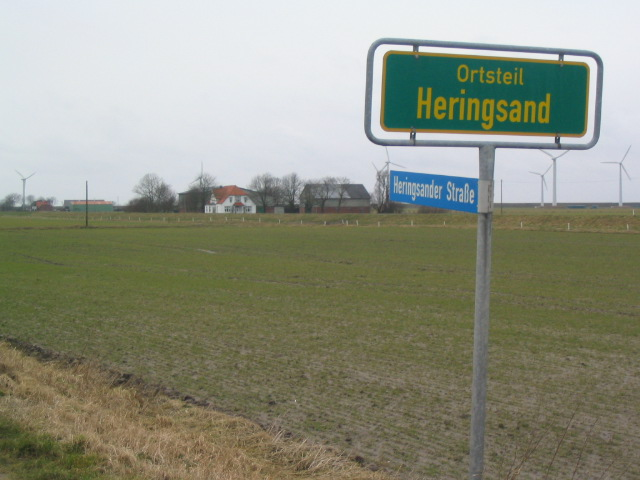
Хелльшен-Херингзанд-Унтершар